# Pronotalia trypetae
Pronotalia trypetae är en stekelart som beskrevs av Gradwell 1957. Pronotalia trypetae ingår i släktet Pronotalia och familjen finglanssteklar. Arten är reproducerande i Sverige. Inga underarter finns listade i Catalogue of Life.